# Twenty 4 Seven
Twenty 4 Seven er en hollandsk eurodance-duo oprettet i 1989 af den hollandske producent Ruud Van Rijen. Han var en af de første som kombinerede en mandlig rapper med en kvindelig sanger.[kilde mangler] Denne kombination blev fremadrettet regelmæssigt brugt i eurodance-miljøet. Andre grupper som fulgte dette princip var for eksempel 2 Unlimited, 2 Brothers on the 4th Floor, Culture Beat, Snap! og Masterboy.
Rijen oprettede gruppen under navnet Twenty 4 Seven, og duoen bestod da af den 15 år gamle sanger Nancy Coolen og rapperen Tony Dawson-Harrison, en kaptajn i USA's militær udstationeret i Tyskland (også kendt som Captain Hollywood).
Duoens første singler, "I can't stand it" og "Are You Dreaming", blev hits både i og udenfor Holland. Efter de første succeser forlod Dawson-Harrison duoen i 1992, efter uenigheder med Ruud Van Rijen, og forfulgte en solo-karriere. Paton (Stay-C) Seedorf tog Dawson-Harrisons plads i gruppen.
Duoens følgende single, "It Could Have Been You", blev ikke nogen succes, men singlen "Slave To The Music" blev et internationalt hit. Albummet med samme titel gav duoen flere guld- og platinplader. Efter singlerne "Slave To The Music", "Is It Love", "Take Me Away" og "Leave Them Alone" (som opnåede en 17.-plads på internationale hitlister) toppede hitlisterne over hele verden. "Is It Love" og "Take Me Away" blev ikke udgivet i USA.
Det tredje album, I Wanna Show You var også et hit. I 1994 fik "Oh Baby!" høje placeringer i store dele af Europa. "Keep on trying" fik ikke succes i Storbritannien. Twenty 4 Seven blev tildelt den nederlandske eksportpris. Sangeren Nance forlod gruppen i 1995 for at starte en solokarriere. Hun blev erstattet af Stella, som tidligere havde sunget med Dawson-Harrison. Med denne besætningen fik Twenty 4 Seven sit sidste store hit, "We are the world", som blev populær i Holland.
Stella forlod duoen i 1997, efter, at hun ikke kunne få karrieren i Twenty 4 Seven til at gå op med sit arbejde som model og danser.[kilde mangler] Efter dette fortsatte Twenty 4 Seven som et soloprojekt baseret på Paton (Stay-C), uden at det blev til flere hits. Gruppen er aldrig blevet officielt opløst, men efter 1999 har der været stille omkring dem. En mulig genforening af den klassiske besætning: Paton og Coolen har været forsøgt, men er ikke blevet til noget.
Paton arbejder i dag som producent i Stay-C Music Company.

## Diskografi

### Album
- 1991 Street Moves
- 1993 Slave To The Music
- 1994 I Wanna Show You

### Singler
- 1989 "I Can't Stand It" (EU #1)
- 1990 "Are You Dreaming" (EU #8)"
- 1993 "Slave To The Music" (NO #5) (EU #20)
- 1993 "Is It Love" (EU #11)
- 1994 "Take Me Away" (EU #25)
- 1994 "Leave Them Alone" (EU #39)
- 1995 "Oh Baby"
- 1995 "Keep On Trying"
- 1996 "We Are The World" (EU #32)
- 1997 "If You Want My Love"
- 1997 "Friday Night"
- 1999 "Né Né"